# Анна Васильевна (княгиня рязанская)
Анна Васильевна (— 14 апреля 1501) — великая княгиня рязанская, супруга великого князя рязанского Василия Ивановича, единственная дочь великого князя московского Василия Тёмного от брака с боровской княжной Марией Ярославной.

## Биография
После смерти отца в 1462 году заботу о ней принял на себя старший брат — Иван III Васильевич. Унаследовав от отца ум, властолюбие и настойчивость, Анна Васильевна рано научилась скрывать свои намерения и подчинять своему влиянию других людей.
Анна Васильевна воспитывалась у брата вместе с наследником рязанского престола.
Когда они подросли, у Марии Ярославны, вдовствующей царицы, появилась мысль поженить Анну и Василия.
Она употребила всё своё влияние на сына — Ивана III, чтобы тот отсрочил присоединение Рязани к Москве, ссылаясь на то, что не пристало-де великому князю московскому родниться со своим служилым князем-боярином, когда есть возможность выдать сестру за великого князя рязанского.
Иван III внял этому доводу и — неожиданно для всех — отпустил 16-летнего Василия Ивановича летом 1464 г. в Рязань на самостоятельное княжение.
«И тоя же зимы ген-варя месяца приеде на Москву и понят за себя сестру великого князя именем Анну, и венчашася в Пречистой на Москве в неделю о блуднем, и на той же недели на память 3-х святитель поиде в свою отчину на Рязань и с княгинею».
В 1483 году во время обедни в церкви скоропостижно скончался её 35-летний супруг, Василий Иванович.
Под предлогом несовершеннолетия их 16-летнего сына, Ивана, Анна Васильевна взяла на себя управление княжеством и повела дело настолько искусно, что вскоре значительно расширила границы Рязанского княжества, достигшего цветущего состояния.
Частыми поездками в Москву Анна Васильевна сумела настолько расположить к себе брата, что тот согласился на присоединение удельного Пронского княжества к Рязани.
Но Анна Васильевна не ограничилась лишь этими приобретениями.
К югу от пронского удела простиралась никем не заселенная безбрежная «рязанская украина», издавна служившая спорной территорией между Москвой и Рязанью, хотя на самом деле обширные придонские степи, занятые кочевниками, не принадлежали ни той, ни другой.
Будучи отрезанной от этих степей Рязанским княжеством, Москва не могла их заселять, но тем не менее в своих договорах с Рязанью обязывала последнюю не заселять их и строго следила за соблюдением этих обязательств.
Между тем тайком от Москвы в течение ряда лет эти степи заселялись энергично и с немалым успехом.
Великая княгиня отдавала в вотчинное владение своим служилым людям весьма значительные земельные участки придонских степей, а на самом Дону, южнее Данкова, жаловала поместьями «рязанских казаков», то есть одновременно приобретала себе и землевладельцев-дворян, и сторожевое войско.
Переселявшиеся в Поле дворяне получали право освобождать именем великой княгини от налогов на 3—7 лет тех из крестьян, которые соглашались остаться в Степи навсегда.
Недруги донесли в Москву о тайных действиях Анны Васильевны, но там не захотели верить наветам или не решались делать ей замечания.
Однако в августе 1497 года, когда участившиеся доносы усилили подозрительность Ивана III, Анна Васильевна решила отправиться к брату, чтобы лично рассеять его опасения.
Летописи отмечают, что встречали её в Москве «с небывалою честью». Одним из важнейших вопросов её посещения Москвы было по устройству брака её дочери с князем Фёдором Ивановичем Бельским и пробыла она в столице до праздника Крещения. После, в январе 1498 года, выехала к себе в Рязань о чём летописец оставил запись: "отпустил её князь великий с великою же честию и с многими дарами и проводил ея князь Юрьи с бояры до Угреши". Провожал её до Николо-Угрешского монастыря племянник, второй сын великого князя Ивана III от брака с Софьей Фоминичной Палеолог — князь Юрий Иванович.

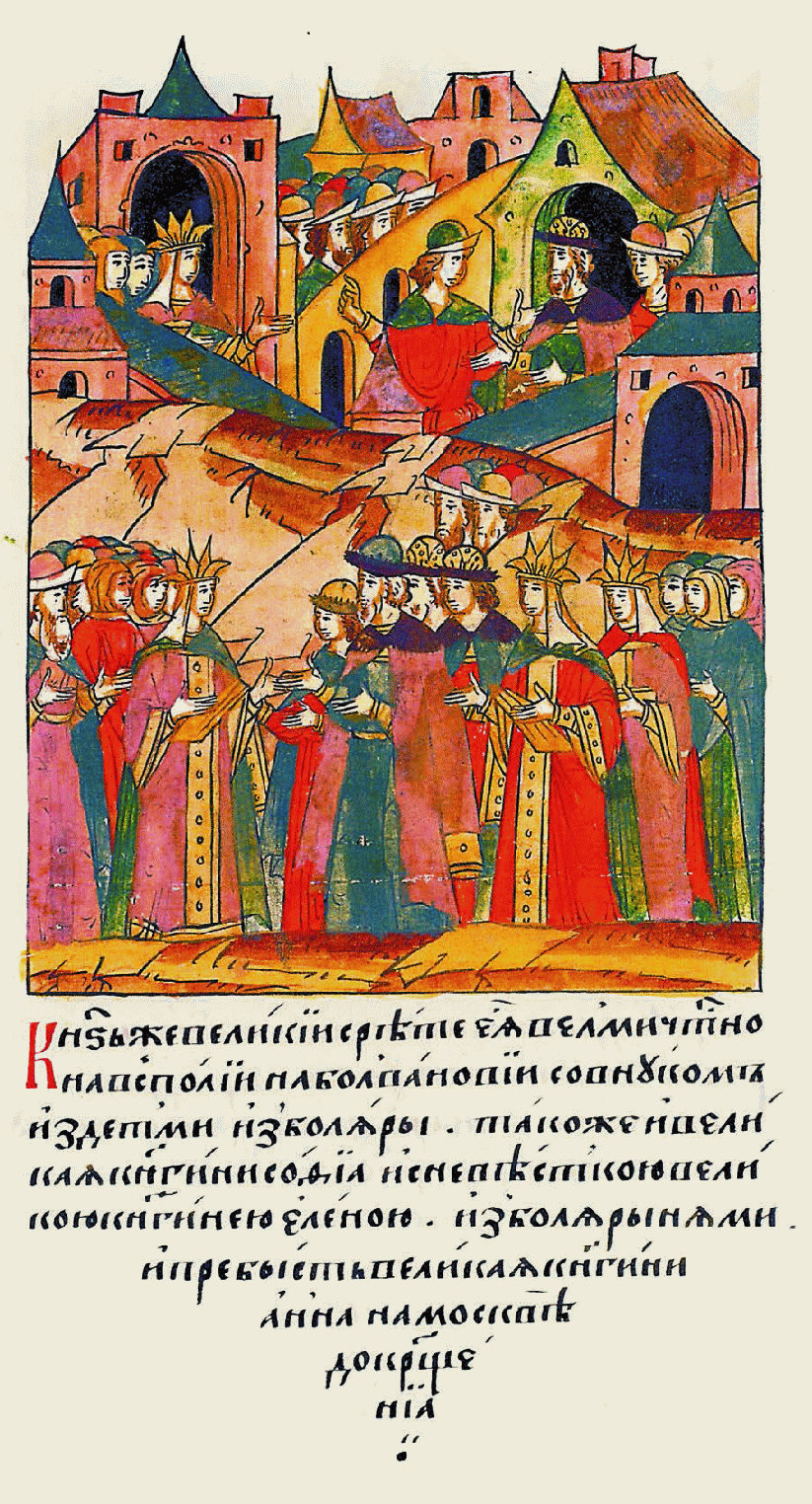
«Князь же великий встретил её с честью на Всполье, на Болванове, с внуком, детьми и с боярами, также и великая княгиня София с невесткой великой княгиней Еленой и с боярынями. И пробыла великая княгиня Анна в Москве до Крещения»

Не менее плодотворной была деятельность Анны Васильевны и во внутреннем управлении княжеством.
С запада через степи и с юга Доном шли через Рязань в Москву пути из Европы и Востока.
Проезжавших ученых и мастеров Анна Васильевна приглашала селиться в Рязанском княжестве.
Таким образом в её правление развивались, возникали вновь разные искусства и ремесла: иконопись, градостроительство, пищальное, ткацкое дело и др.
Она строила храмы, украшала существовавшие ранее, заводила богадельни. При ней возведены храм Иоанна Златоуста в Переяславле-Рязанском и храм Бориса и Глеба в с. Дедкове на Оке и др.
Она жаловала вотчины и угодья Солотчинскому монастырю, жертвовала в рязанские церкви.
Скончалась в 1501 г. и была похоронена в Успенской соборной церкви рядом с Софьей Дмитриевной, дочерью Дмитрия Донского.

## Семья
- Отец: Василий Тёмный (1415—1462) — великий князь московский (1425—1462).
- Мать: Мария Ярославна (ок. 1418—1484) — дочь князя Серпуховского, Боровского и Малоярославского Ярослава Владимировича.
- Супруг: Василий Иванович (1447—1483) — Великий князь рязанский (1456—1483).

Дети:
- Иван (1467—1500) — великий князь рязанский (1483—1500).
- Пётр (1468—до 1483)
- Фёдор (ум. 1503) — удельный князь рязанский.
- Анна (Ирина) (ок. 1480—после 1526) — с января 1497 жена князя Фёдора Ивановича Бельского